# Fisera
Fisera là một chi bướm đêm thuộc họ Geometridae.

## Hình ảnh

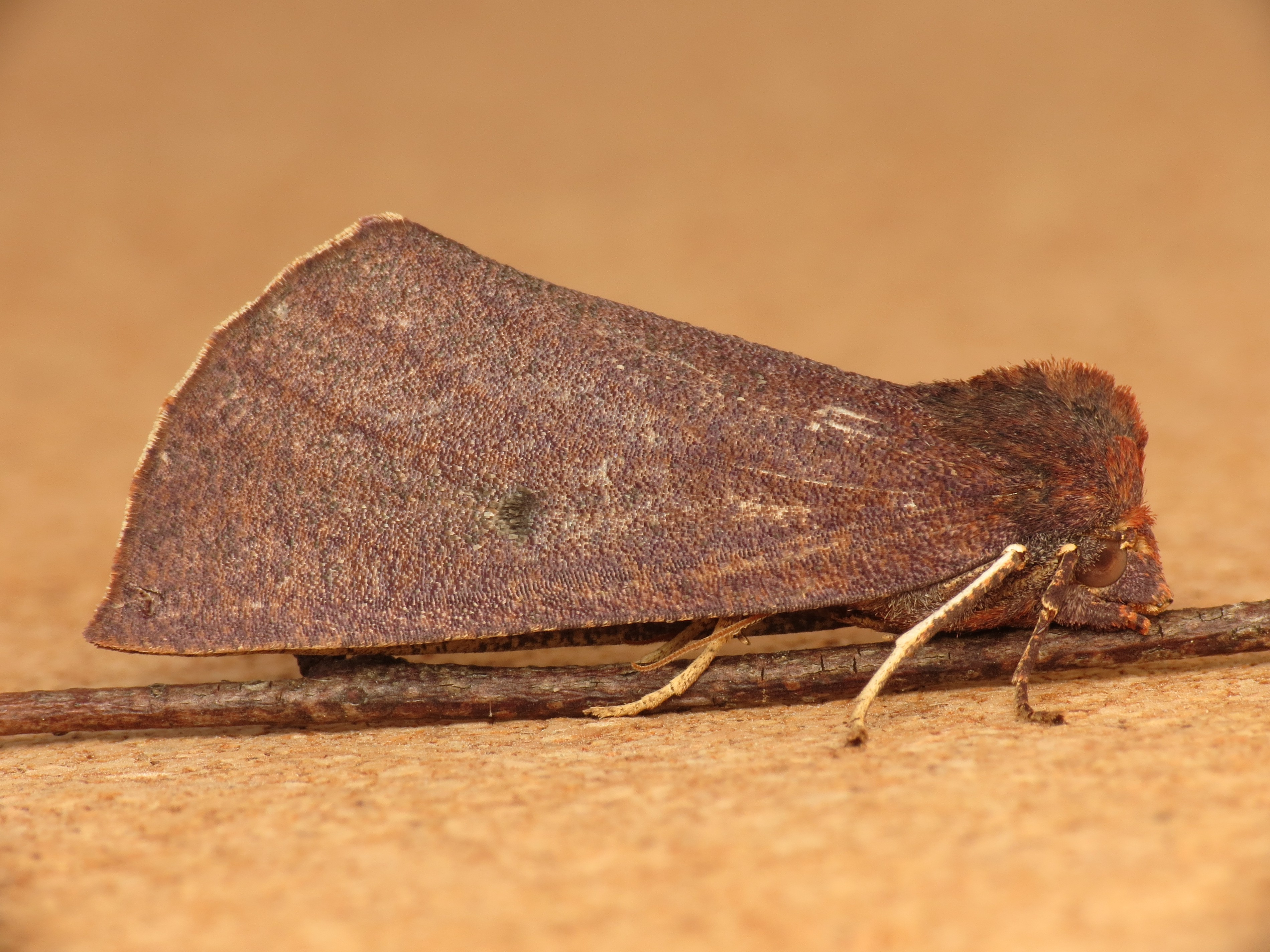
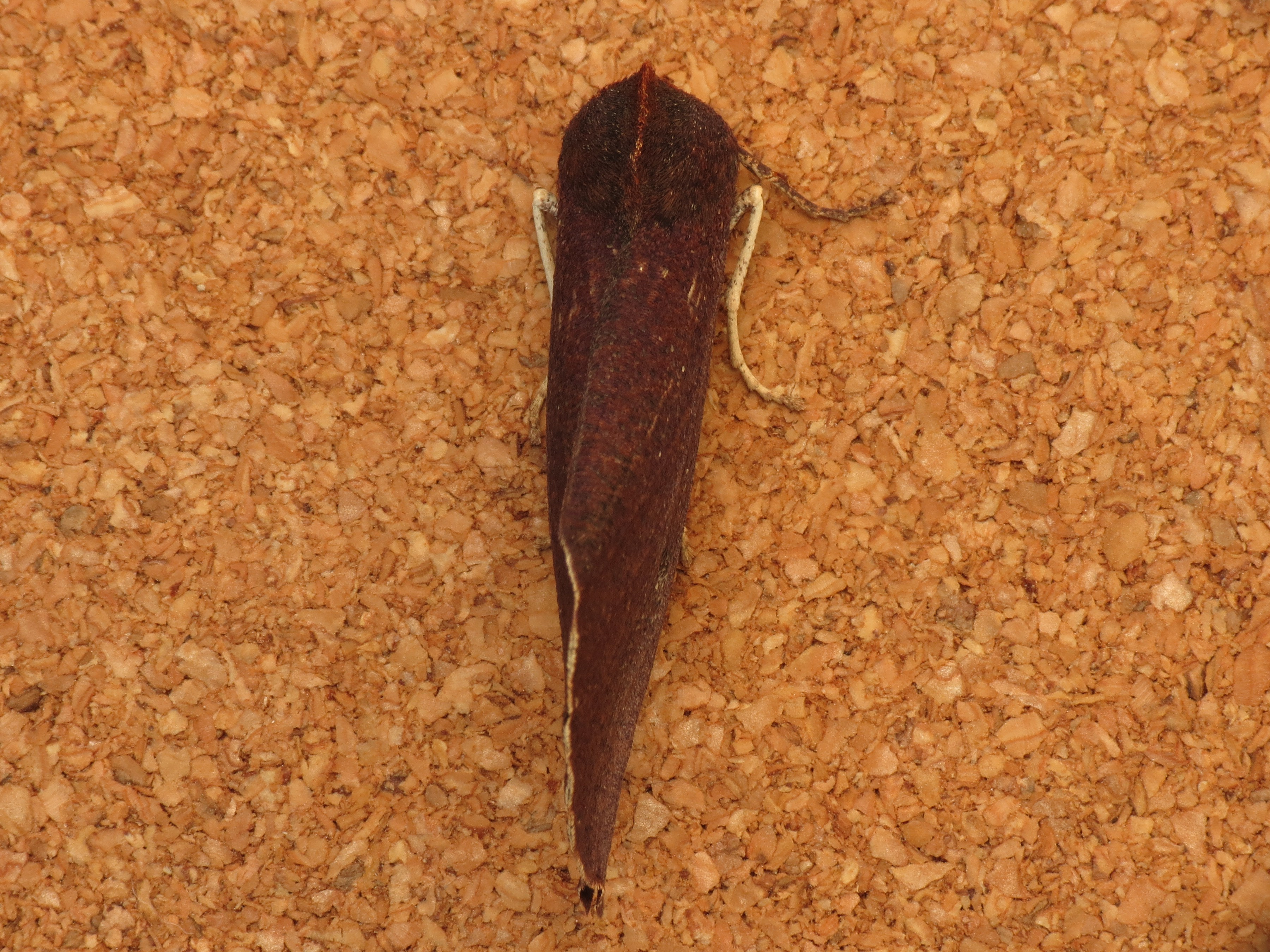
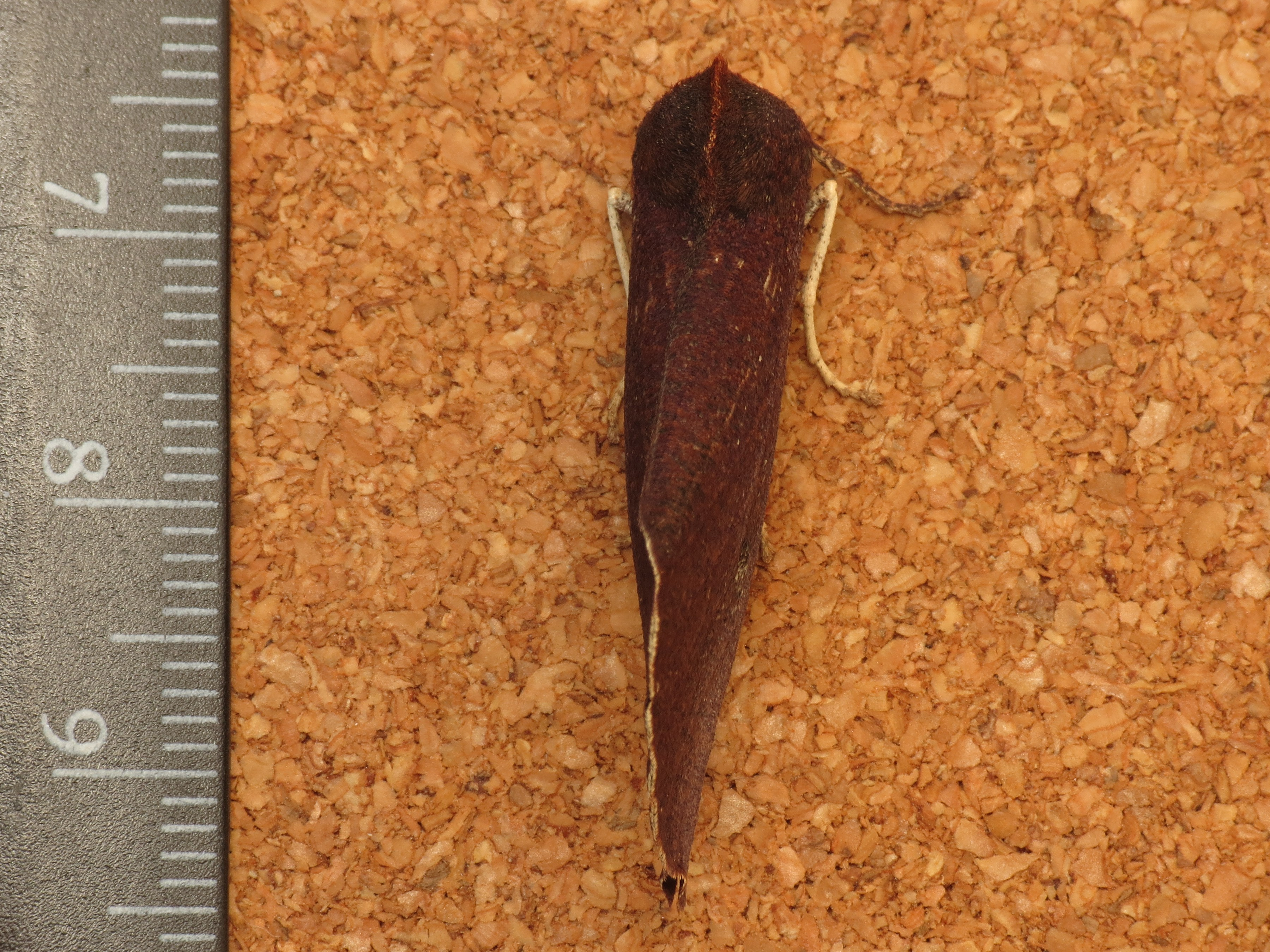
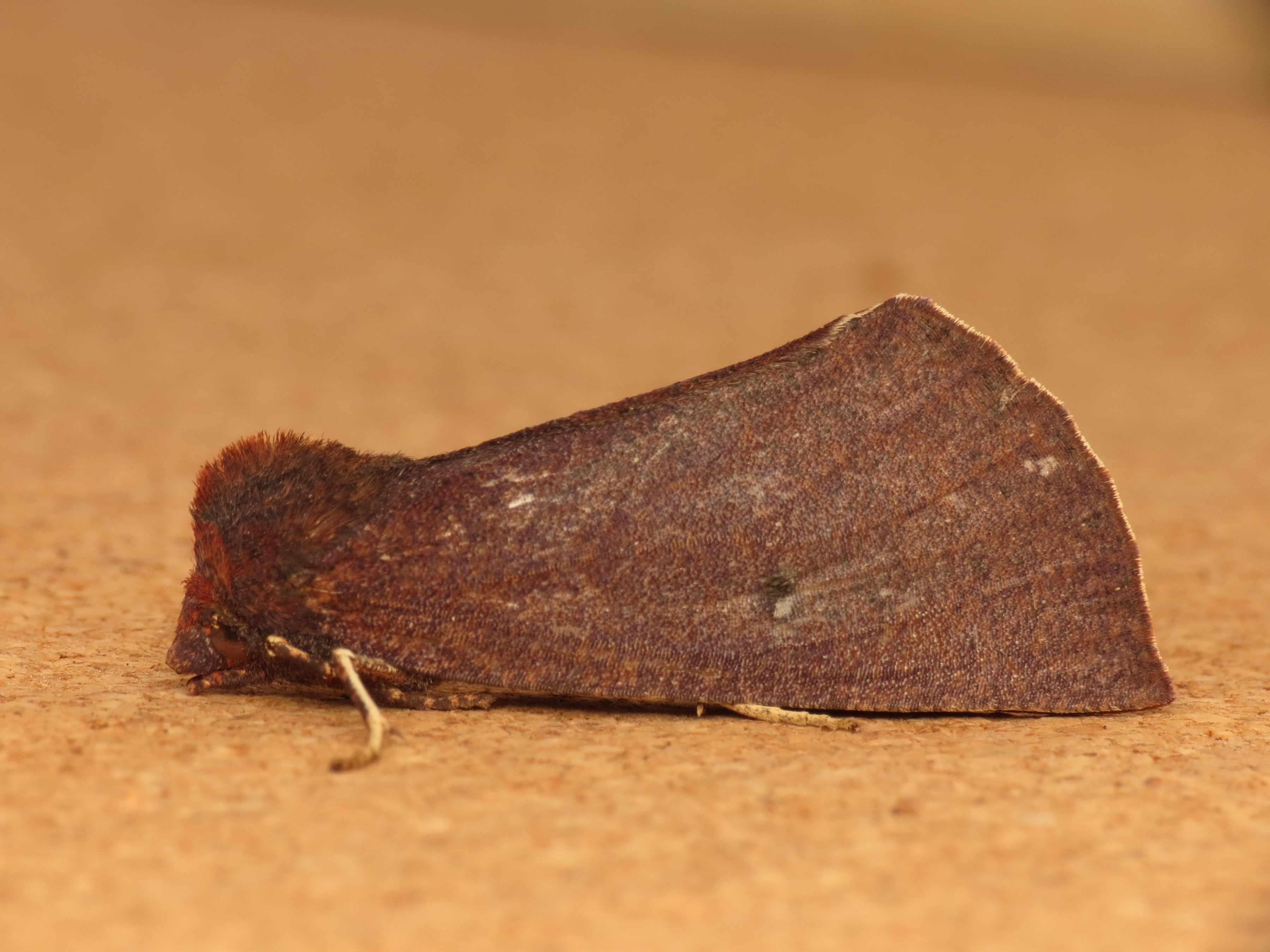